# Cathédrale de San Marco Argentano
Cette  cathédrale n’est pas la seule cathédrale Saint-Nicolas.
La cathédrale Saint-Nicolas de San Marco Argentano (en italien : Cattedrale di San Nicola) est une église catholique de San Marco Argentano, en Italie. Il s'agit de la cathédrale du diocèse de San Marco Argentano-Scalea.